# Litohoř
Litohoř é uma comuna checa localizada na região de Vysočina, distrito de Třebíč.